# Криницы (фильм)
«Кри́ницы» — художественный фильм режиссёра Иосифа Шульмана, снятый по одноимённому роману Ивана Шамякина на киностудии Беларусьфильм в 1964 году. Премьера фильма состоялась 29 марта 1965 года.

## Сюжет
Как и в романе, сюжет фильма построен на изображении современной автору жизни сельской интеллигенции. Время действия — лето 1953 года и последующий учебный год. Главный герой — новый директор криницкой школы Михась Лемяшевич.
Назначенный в сельскую местность из крупного столичного научного института, Лемяшевич не скрывает, что был уволен не по собственному желанию, как указано в его документах, а в результате конфликта с руководством. Его критическая оценка работы института не получила поддержки, и слишком активному сотруднику было рекомендовано поменять профиль занятий.
На новом месте работы принципиальный Лемяшевич вынужден опять идти на конфронтацию. На этот раз его противником стал районный партийный руководитель Артём Захарович Бородка, пожелавший для упрочения своего авторитета путём приписок сделать из скромного десятиклассника Алексея Костёнка передовика колхозного труда.

## В ролях
- Эдуард Павулс — Михась Лемяшевич
- Лев Золотухин — Артём Захарович
- Олег Жаков — Павел Иванович
- Игорь Пушкарёв — Алексей Костёнок
- Павел Молчанов — Полоз
- Инна Выходцева — Наталья Петровна
- Фёдор Шмаков — Андрей Иванович
- Михаил Трояновский — Шаблок
- Владимир Гуляев — Виктор Орешкин
- Людмила Люлько — Марина Остаповна
- Валентина Владимирова — Аксинья Федосовна
- Тамара Совчи — Рая
- Александр Суснин — Шаповалов
- Роман Филиппов — Пётр
- Ольга Наровчатова — Катя
- Георгий Сатини — Федя, завмаг
- Людмила Гладунко — школьница (нет в титрах)

## Съёмочная группа
- Авторы сценария: Иван Шамякин, Юрий Щербаков
- Режиссёр-постановщик: Иосиф Шульман
- Оператор-постановщик: Олег Авдеев
- Художник-постановщик: Евгений Ганкин
- Композитор: Андрей Эшпай
- Звукооператор: М. Вольхина
- Режиссёр: Н. Савва
- Художник по костюмам: М. Беркович
- Художник-гримёр: Г. Храпуцкий
- Редактор: М. Берёзко
- Текст песен: Леонид Дербенёв, Владимир Карпеко
- Директор: А. Слюнков